# Алексіїва Владислава Антонівна
Владисла́ва Анто́нівна Алексі́їва (Алексієва) — українська плавчиня-синхроністка, бронзова призерка літніх Олімпійських ігор 2020 року. Сестра-близнюк плавчині-синхроністки, бронзової призерки літніх Олімпійських ігор 2020 року Марини Алексієвої.

## Із життєпису
Представляє команду Харківської області.
Влітку 2018 року була у складі збірної України з синхронного плавання, яка стала найкращою на чемпіонаті Європи з літніх видів спорту.
На Чемпіонаті світу з водних видів спорту у липні 2019 року в синхронному плаванні, група, технічна програма вона та її сестра-близнюк Марина Алексіїва, Яна Наріжна, Катерина Резнік, Анастасія Савчук, Марта Фєдіна, Аліна Шинкаренко та Єлизавета Яхно здобули бронзові нагороди. У програмі хайлайт команда здобула золоті нагороди.

## Виступи на Олімпіадах
| Олімпіада  | Дисципліна | Місце |
| ---------- | ---------- | ----- |
| Токіо 2020 | групи      | 3     |

## Державні нагороди
- Орден княгині Ольги III ст. (16 серпня 2021) — За досягнення високих спортивних результатів на ХХХІІ літніх Олімпійських іграх в місті Токіо (Японія), виявлені самовідданість та волю до перемоги, утвердження міжнародного авторитету України.[2]
- Медаль «За працю і звитягу» (7 вересня 2023) — За досягнення високих спортивних результатів на ІІІ Європейських іграх у м. Кракові (Республіка Польща), виявлені самовідданість та волю до перемоги, піднесення міжнародного авторитету України.[3]